# Кюхлер, Альвин
Альвин Х. Кюхлер (нем. Alwin H. Küchler; род. 1965, Дюссельдорф, Германия) — немецкий кинооператор.

## Биография
Родился в 1965 году в городе Дюссельдорф, Германия. Образование получил в Англии, обучаясь в Национальной школе кино и телевидения (NFTS). Там Альвин познакомился с шотландским режиссёром Линн Рэмси, с которой он потом работал на съёмках фильмов «Крысолов» (1999) и «Морверн Каллар» (2002). Известен своими работами с кинорежиссёрами Дэнни Бойлом, Майклом Уинтерботтомом и Нилом Бёргером.
Член Британского общества кинооператоров.

## Личная жизнь
Во время учебы в NFTS Альвин Кюхлер познакомился с Нгози Онвура, семья которой переехала в Англию из-за гражданской войны в Нигерии.
В Англии Нгози стала работать режиссёром, снимая в основном документальные фильмы, в большинстве из которых оператором работал Альвин. В 1998 году они поженились.

## Фильмография

### Оператор
- 2021 — Мавританец / The Mauritanian (реж. Кевин Макдональд)
- 2016 — Ещё раз с чувством / One More Time with Feeling (реж. Эндрю Доминик)
- 2015 — Стив Джобс / Steve Jobs (реж. Дэнни Бойл)
- 2014 — Дивергент / Divergent (реж. Нил Бёргер)
- 2013 — Призрачный патруль / R.I.P.D (реж. Роберт Швентке)
- 2012 — Марли / Marley (реж. Кевин Макдональд)
- 2011 — Ханна. Совершенное оружие / Hanna (реж. Джо Райт)
- 2010 — Доброе утро / Morning Glory (реж. Роджер Мичелл)
- 2009 — Сексоголик / Solitary Man (реж. Брайан Коппельман и Дэвид Левин)
- 2007 — Пекло / Sunshine (реж. Дэнни Бойл)
- 2005 — Доказательство / Proof (реж. Джон Мэдден)
- 2003 — Код 46 / Code 46 (реж. Майкл Уинтерботтом)
- 2003 — История матери / Proof (реж. Роджер Мичелл)
- 2002 — Морверн Каллар / Morvern Callar (реж. Линн Рэмси)
- 2002 — Вне игры / Heartlands (реж. Дэмиен О’Доннелл)
- 2001 — Подарок судьбы / Lucky Break (реж. Питер Каттанео)
- 2000 — Золотая пыль / The Claim (реж. Майкл Уинтерботтом)
- 1999 — Однажды в сентябре / One Day in September (реж. Кевин Макдональд)
- 1999 — Крысолов / Ratcatcher (реж. Линн Рэмси)
- 1995 — Добро пожаловать в Террордом / Welcome II the Terrordome (реж. Нгози Онвура)

## Награды и номинации
- Премия британского независимого кино
  - номинировался в 1999 году за фильм «Крысолов» в категории самый многообещающий дебют[10]
  - Лауреат 2002 года за фильм «Морверн Каллар»[11]

- Премия Европейской киноакадемии лучшему оператору
  - номинировался в 2002 году за фильм «Морверн Каллар»[12]
  - номинировался в 2004 году вместе с Марселем Зискиндом за фильм «Код 46»[13]